# Liste der Naturdenkmale in Ötigheim
| Naturdenkmale | Anzahl |
| ------------- | ------ |
| FND           | 1      |
| END           | 0      |
| Gesamt        | 1      |

Die Liste der Naturdenkmale in Ötigheim nennt die verordneten Naturdenkmale (ND) der im baden-württembergischen Landkreis Rastatt liegenden Gemeinde Ötigheim. In Ötigheim gibt es insgesamt ein als Naturdenkmal geschütztes Objekt, es handelt sich um ein flächenhaftes Naturdenkmal (FND), es gibt kein Einzelgebilde-Naturdenkmal (END).
Stand: 1. November 2016.

## Flächenhafte Naturdenkmale (FND)
| Name                     | Bild | Kennung     | Einzelheiten | Position | Fläche Hektar | Datum         |
| ------------------------ | ---- | ----------- | ------------ | -------- | ------------- | ------------- |
| Kampelsried              | BW   | 82160391702 | Ötigheim     | ⊙        | 5,0           | 18. Aug. 1993 |
| Legende für Naturdenkmal |      |             |              |          |               |               |